# 아그니파스
아그니파스(Agneepath)는 인도에서 제작된 카란 말호트라 감독의 2012년 액션, 범죄, 드라마, 모험 영화이다. 리틱 로샨 등이 주연으로 출연하였다.

## 출연

### 주연
- 리틱 로샨
- 산제이 더트
- 리시 카푸르

### 조연
- 마드허지 사그히
- 인아아무하크
- 라제시 텐돈
- 아러쉬 비완디와라
- 데븐 보자니
- 수닐 차우한
- 프리앙카 초프라
- 카트리나 카이프